# Kanigoro (Kartoharjo)
Kanigoro is een bestuurslaag in het regentschap Madiun van de provincie Oost-Java, Indonesië. Kanigoro telt 8447 inwoners (volkstelling 2010).